# Paul Gysler
Paul Gysler (* 6. Dezember 1893 in  Obfelden; † 24. November 1966 ebenda, heimatberechtigt in Obfelden sowie Flaach) war ein Schweizer Politiker (BGB). 

## Biografie
Paul Gysler wurde am 6. Dezember 1893 in Obfelden als Sohn des Lehrers und Kantonsrats Ulrich Gysler geboren. Nach dem Besuch einer Handelsschule legte Gysler ein Praktikum bei der Schweizerischen Kreditanstalt ab, bevor er ein Studium der Nationalökonomie an den Universitäten Lausanne und Bern aufnahm, das er mit dem Doktorat abschloss.
In der Folge war er zunächst zwischen 1921 und 1922 als Direktionschef des Eidgenössischen Arbeitsamts, anschliessend als Sekretär des Schweizerischen Spenglermeister- und Installateurverbandes, ab 1941 als Sekretär des Schweizerischen Gewerbeverbandes und schliesslich ab 1947 als Präsident der Internationalen Gewerbeunion tätig. Daneben diente Paul Gysler in der Schweizer Armee als Kriegskommissar des 3. Armeekorps im Rang eines Obersten.
Paul Gysler heiratete im Jahr 1924 Gertrud geborene Howald. Er verstarb am 24. November 1966 knapp vor Vollendung seines 73. Lebensjahres in seinem Geburtsort Obfelden.

## Politischer Werdegang
Paul Gysler, Mitglied der Bauern-, Gewerbe- und Bürgerpartei (BGB), war Mitglied des Zürcher Kantonsrats. Darüber hinaus vertrat er den Kanton in den Jahren 1935 bis 1959 im Nationalrat, dem er 1944 als Nationalratspräsident vorstand. 1951 wählte ihn der Bundesrat zum Verwaltungsratspräsidenten der Schweizerischen Bundesbahnen (SBB). 1954 erlitt Paul Gysler einen Hirnschlag, von dem er sich nie mehr ganz erholte.

## Ehrung
- Paul Gysler erhielt die Ehrendoktorwürde der Hochschule für Welthandel in Wien.

## Werke (Auswahl)
- Die Praxis der Submissionen. Vergebung von Arbeiten und Lieferungen. [Bern] [1930]. (Diss. rer. pol. Univ. Bern, 1930).
- Die Revision der Wirtschaftsartikel der Bundesverfassung im Lichte der Gewerbepolitik. Zürich: Geschäftsstelle des Kantonalen Gewerbeverbandes 1938. (Gewerbliche Flugschriften; 12).
- Schweizerische Gewerbepolitik zur Kriegszeit. Stäfa: Buchdruckerei Stäfa 1941.
- Gefahren über der Gewerbepolitik. Referat. Burgdorf: Buchdruckerei Baumgartner 1946.